# مارتن إس. واينبرغ
مارتن إس. واينبرغ (بالإنجليزية: Martin S. Weinberg)‏ هو أستاذ جامعي أمريكي، ولد في 23 يناير 1939 في ألباني في الولايات المتحدة.